# مونكو خان
الإمبراطور مونكو خان 1208م - 1259م كان رابع خانات الإمبراطورية المنغولية وخلفه أخيه الإمبراطور قوبلاي خان. وهو مونكو خان بن الإمبراطور تولوي بن الإمبراطور جنكيز خان وأمه سرقويتى بيكى وشقيق كلا من الإمبراطور هولاكو خان والإمبراطور قوبلاي خان والإمبراطور إريك بوك.
كان منكو خان في الثالثة والأربعين من عمره حين تولى العرش ويعتبر أشهر خانات المغول بعد جنكيزخان. اشتهر بأنه يكره الـترف، وينكر المباذل، وليس له هواية إلا الصيد، وحرص على التعلق والتمسك باليسق قانون المغول الذي شرعه جنكيزخان. كان منكو بالغ النشاط، بارعاً في تسيير الإدارة، شديد التمسّك بالعدالة، متوقّد الذكاء، فأعاد بذلك القوة والنشاط إلى ما كان أقامه جنكيزخان من نُظُم؛ ووهب الإمبراطورية المغولية - دون أن يتخلّى عن خصائص عنصره - أساليبَ إدارية قوية، وجعل منها دولةً بالغةَ القوة.
تأثر منكو في نشاطه بأمه المسيحية النسطورية ولذلك كان يعطف على المسيحيين ويؤثرهم، وإن كان شديد التسامح مع الديانات الأخرى، الشامانية والبوذية والطاوية والإسلام وغيرهم. إذ كان منكو مثل جده جنكيزخان يعتقد بأنه ثمة إله واحد يعبده كل فرد كما أراد، وله أن يعتنق المذهب الذي يريد.
وعلى الرغم من تعلّق أمه بالمسيحية النسطورية فإن ما اشتهرت بـه من تسامح ورجاحة عقل، حَمَلَها على أن تبذل من مالها أوقافاً لمدرسة إسلامية في بخارى أنشأتها على نفقتها الخاصة وعيّنت لها المدرّسين ورعت شؤون الطلبة، وكانت تتصدَّق على الفقراء والمساكين من المسلمين وغيرهم طوال حياتها.
أقام الراهب الفرنسيسكاني روبروك Rubrouck في البلاط المغولي في قراقورم نحو خمسة شهور، ومن أهم الوقائع التي شهدها ما حدث في مايو 1254م من مناظرة دينية فلسفية بين المسلمين والنصارى والبوذيين حول «العقل وأصْل الشرِّ» بحضور الخاقان نفسه.
وأقبلت البعثات الدبلوماسية من ملوك أوروبا وأرمينيا تحاول إقامة العلاقات الودية والتحالفات مع إمبراطور المغول منكو كما كان يحدث مع أسلافه من قبل.

## سياسته الخارجية
لم يترك جنكيز خان قبل موته أية تعليمات بالنسبة لوحدة الامبراطورية المغولية لذا فقد اتفق على أن يجري اختيار من يخلفه من أبنائه عن طريق الانتخاب، وفي سنة 626هـ/1229م تم عقد الجمعية الوطنية العامة «القوريلتاي» واتفق أبناء جنكيز خان على تنصيب أوكتاي خلفا لأبيه ودخل الجميع في طاعته (20) وامتاز عصر أوكتاي بتوسيع الممتلكات المغولية بشكل واضح حيث تم إخضاع دولة «كين» الواقعة في النصف الشمالي من الصين، والتي كانت قد أخضعت جزئيا في أيام جنكيزخان (21) ثم شن المغول على أوروبا حملة كبيرة فدخلوا موسكو ونوجرود وهاجموا بلاد المجر وأحرقوا كزاكاو وحاصروا بشته، ولقد أنقذ أوروبا من الخطر المغولي موت أوكتاي سنة 639هـ/1241م (22) وقد قبضت زوجته «توراكينا خان» على أزمة الأمور حتى استطاعت بذكائها وحسن دهائها أن تجعل السلاطين والأمراء الكبار يوافقون على اختيار ابنها «كيوك خان» في مؤتمر«القوريلتاي» الذي انعقد سنة 644ه/1246م (23) وأعاد كيوك خان الأمن الذي اختل في حكم أمه ثم أرسل جيوشه إلى إيران والصين (24) ولم يمكث كيوك خان في الحكم سوى عام وبعض العام حتى لقي حتفه (25).
وبوفاة كيوك خان انتقل زمام الدولة إلى شعبة أولاد تولوي فتولى منكو بن تولوي العرش سنة 648هـ/1250م (26)، وفي سنة 651هـ/ 1253 م أرسل القان منكو أخاه هولاكو ومعه أسرته على رأس جيش كبير إلى إيران ليحارب الإسماعيلية والعباسيين في بغداد (27).
وقد حرص منكو على إعداد أخيه هولاكو إعدادا دقيقا وباشر ذلك بنفسه فأمده بكثير من القوات التي مارست الطعن والنزال واقتحمت ميادين القتال، وأمده بكثير من الجند الذين مهروا في استخدام أدوات الحرب مثل المنجنيق وقاذفات النفط ورمي السهام ووصل تعداد هذا الجيش إلى 1200000 جندي من خيرة محاربي المغول (28)، وخرج هولاكو على رأس جيشه من عاصمة المغول «قراقورم» سنة 651هـ/1253م حتى وصل إلى إيران واستطاع أن يخضعها لسلطانه سنة 653هـ/1255م وفي العام التالي فتح قلعة ألموت وحطم المغول ما وجدوه من الأسلحة وأدوات القتال التي كانت لدى الإسماعيلية، وبذلك زالت دولة الإسماعيلية الباطنية بعد أن استمرت 171 عاما تثير الرعب والفزع في بلاد العالم الإسلامي كافة (29) ليحل محلهم المغول الذين انتقلوا إلى همدان وعسكروا فيها ليكونوا بالقرب من العاصمة العباسية بغداد ليعدوا العدة لفتحها.
بعد اعتناق (منكو تيمور) الإسلام بالعام 1260 وتيمور هو الابن الرابع لهولاكو قام (منكو تيمور) بنشر الإسلام والذوذ عنه في البلاد وعهد إلى ابنه (تودا منكو)بالسير على خطاه إلى أن ظهرت الدولة العثمانية على يد عثمان بن طغرل بالعام 1300.
ولصلات القربى التي تجمع بين قبيله قآي والتي ينحدر منها العثمانين وقبيله قيآت التي ينحدر منها (منكو تيمور) فقد عهد السلطان اورخان بن عثمان إلى (تولا منكو) بقيادة الفتوحات حتى بلغ (نيقيه) وخضعت له آسيا الوسطى (تركيا الآن) وما كان ليحدث لولا القائد ( تولا منكو) والذي كان يتمتع بصفات قتالية شرسة وحنكة عسكرية فريدة ولم يستكمل السلطان أورخان الفتوحات باتجاه أوروبا وكان لا بد أن يتفرغ بعد هذا لتنظيم دولته، فأنشأ جيشًا نظاميّا عُرف بالانكشارية (أي الجنود الجدد). وكان هذا الجيش مكونًا من أبناء البلاد المفتوحة وعهد بتأسيس هذا الجيش إلى ابن (تولا منكو) ووهو (غياث الدين) الذي أظهرت سلالاته المتعاقبه الولاء للسلطنة العثمانية حتى أنهم حاربوا وقاتلوا قتالا شرسا ضد أولاد عمومتهم (جيش تيمور لنك) الذي أعلن الحرب على السلطان بايزيد وانتصر عليه بمعركة قرب أنقرة حيث عاد (تيمور لنك) إلى بلاده بعد أن كان هدفه الرئيسي من تلك الحملة هو أسر السلطان بايزيد وترك تيمور لنك البلاد في حاله من الفوضى والصراع وبقيت سلالة (منكو) في ولائها للإسلام والعثمانين إلى أن قام السلطان محمد الفاتح بفتح القسطنطينية وأصبحت هذه السلالة من حاشية السلطان الخاصة لما تمتعت به من ولاء مطلق وعهد إلى (جاتي بك منكو) بفتح ما تبقى من البلقان إلى أن وصل ألبانيا واستقر بها.
يذكر بأن سلالة هذه العائلة من كبرى عائلات إسطنبول تأصلا وقد هاجر جزء من هذه العائلة التركية إلى شمال العراق ويعرفون لغاية الآن باسم عائله (منكو) وهم أصحاب نفوذ في مجلس التركمان التابع لتركيا
(راجع فكرت منكو، جنيد منكو، أوميد منكو)وهاجر الجزء الآخر إلى دمشق ببداية القرن 18 الميلادي واستقرت بدمشق ولا زال الحي المعروف بحي (منكو) لغاية الآن إلى أن أمر السلطان (عبد العزيز الأول) إلى أحد قادة الجيش من تلك العائلة بحملة عسكرية تجاه سنجق السلط ونابلس لما كانت تحويه من فئات مشاغبة وخارجة عن القانون حيث استقرت سلالة العائلة بتلك المنطقة إلى أن قدمت إلى عمّان عاصمة الأردن حاليا ببدايات القرن العشرين حيث تعتبر من أعرق العائلات في المنطقة ذات النفوذ السياسي والمالي.